# Steen Jensen Rosensparre
Steen Rosensparre (7. september 1523 – 20. oktober 1565) til Skarholt, skånsk adelsmand og dansk rigsråd.
Han var søn af Jens Torbernsen Rosensparre og Birgitte Steensdatter Bille. Ved faderens død (1530) var han kun 7 år gammel, og han blev opdraget af sin mor på den fædrene gård Skarholt (svensk Skarshult) og blev nært knyttet til sin mors slægt, Billerne.
I 1551 fik han Vordingborg Slot i forlening, og det følgende år overtog han styret af det vigtige Kalundborg Slot og Len, som krævede en særlig påpasselig vogter, efter at kong Christian 2. havde fået ophold der. Han synes at have løst denne opgave på en værdig måde.
Omtrent samtidig (i 1551 eller 1552) blev han gift med Ide Munk og Oluf Nielsen Rosenkrantz' datter Mette, og efter at han ved sin mors død i 1553 havde overtaget Skarholt og året efter arvet Vester Vallø efter sin svigerfar, indtog han både som lensmand og godsbesidder en fremtrædende plads i højadelens rækker. Hans indflydelse steg yderligere, da Frederik 2. kort efter sin tronbestigelse forlenede ham med Bosø Kloster (1559) og i 1562 udnævnte ham til medlem af rigsrådet.
Han var aktiv i Den Nordiske Syvårskrig, hvor han indtil 1564 forblev på Kalundborg, hvor han som statsfanger modtog tre svenske gesandter, hvis anholdelse i København havde været en medvirkende grund til krigens udbrud. Han blev imidlertid i sommeren 1564 udset til sammen med sin svoger Peder Bille at overtage den vanskelige stilling som kongelig krigskommissær hos feltherren, grev Günther af Schwarzburg, med den særlige opgave at få bragt gang i krigsførelsen. Sammen med dem udnævntes kort efter Jørgen Lykke og Lave Brahe til at danne et øverste krigsråd til støtte for, men også som et slags opsyn med, den øverste feltherre. Det blev væsentlig Rosensparre og Peder Bille, som kom til at udføre dette hverv først over for grev Günther og senere over for Daniel Rantzau, efter at det kortvarige interregnum, hvori Otte Krumpen havde ledelsen, var forbi. Rosensparre kom således til at deltage i hele den resultatløse krigsførelse, som kendetegnede årene 1564-65. Både han og svogeren var ivrigt stemte for en energisk krigsførelse, men alt strandede på en elendig administration, som aldrig kunde skaffe penge og proviant. Slaget ved Axtorna dannede en glimrende afslutning på et sørgeligt år. Men i dette slag faldt Rosensparre 20. oktober 1565. Han var den dag den øverste krigskommissær i Peder Billes fravær og blev skudt under forfølgelse af fjenden.
Han blev begravet i Skarholt Kirke. På graven i kirken er Steen Rosensparre afbildet i naturlig størrelse, iklædt fuld rustning og med et sværd ved sin side. Ved et restaureringsarbejde i 1940'erne blev gravkammeret åbnet. Her fandt man Rosensparres sværd, som var blevet begravet med ham.
Sønnen Oluf rejste en mindestøtte over ham på selve valpladsen. Da Halland blev svensk, blev den ødelagt og fjernet , men den hallandske Fornminnesforening rejste i 1866 på ny en mindesten på stedet, hvor han var faldet. Den står endnu.